# Cebochoeridae
Cebochoeridae es una familia extinta de mamíferos primitivos, pertenecientes al orden de los artiodáctilos, conocidos desde el Eoceno medio (Lutetiano medio) hasta el Oligoceno inferior (Rupeliense inferior), que vivían en lo que ahora es Europa.

## Taxonomía
Clasificación de Cebochoeridae según Erfurt y Métais en 2007:
- †Acotherulum Gervais, 1850
- †Cebochoerus Gervais, 1852
- †Moiachoerus Golpe-Posse, 1972